# Zygfryd Gölis
Zygfryd Edward Gölis (ur. 20 września 1873 w Kołomyi, zm. 26 stycznia 1953 w Sanoku) – polski sędzia, działacz społeczny.

## Życiorys
Zygfryd Edward Gölis urodził się 20 września 1873 w Kołomyi jako syn Roberta Gölisa (oficer c. k. armii, w latach 90. kapitan 24 pułku piechoty, do około 1903 major w Przemyślu) i Marii z domu Załęskiej. Pochodził z rodziny o korzeniach austriackich. 
Ukończył studia prawnicze. W okresie zaboru austriackiego w ramach autonomii galicyjskiej wstąpił do c. k. służby sądowniczej. Od około 1897 był auskultantem w C. K. Sądzie Obwodowym w Przemyślu. 20 września 1899 został mianowany adiunktem sądowym dla okręgu C. K. Wyższego Sądu Krajowego we Lwowie. Od około 1899 jako adjunkt był przydzielony do C. K. Sądu Powiatowego w Dynowie. Około 1900 był adjunktem C. K. Wyższego Sądu Krajowego we Lwowie bez oznaczenia miejsca służbowego. Od około 1901 był adjunktem w C. K. Sądzie Powiatowym w Lisku. Od około 1909 był sędzią powiatowym w C. K. Sądzie Powiatowym w Haliczu. Od około 1913 był sędzią powiatowym w C. K. Sądzie Powiatowym w Monasterzyskach. W kwietniu 1914 został mianowany radcą sądu krajowego i przeniesiony do C. K. Sądu Obwodowego w Sanoku, gdzie pracował następnie na tym stanowisku podczas I wojny światowej do 1918.
Po odzyskaniu przez Polskę niepodległości w okresie II Rzeczypospolitej sprawował urząd sędziego Sądu Okręgowego w Sanoku. Został przewodniczącego składu sędziowskiego w procesie o morderstwo Jana Chudzika, toczonym od 18 września 1933 przed Sądem Okręgowym w Sanoku, w którym wydał wyroki skazujące. Działał w sanockim kole Zrzeszenia Sędziów i Prokuratorów RP (1931/1932 jako członek, 1935/1936 jako prezes, gdy był na emeryturze). 
Uchwałą Rady Miejskiej w Sanoku z 1922 został uznany przynależnym do gminy Sanok. 27 stycznia 1935 został członkiem zarządu oddziału Ligi Morskiej i Kolonialnej w Sanoku. Był członkiem sanockiego gniazda Polskiego Towarzystwa Gimnastycznego „Sokół” (1924, do 1939). W latach 30. był członkiem zwyczajnymSportowego Towarzystwa Rybackiego „Gospodarz”.
Po wybuchu II wojny światowej w okresie okupacji niemieckiej był zastępcą przewodniczącej Polskiego Komitetu Opiekuńczego w Sanoku, Zofii Skołozdro, w ramach Powiatowego Oddziału Rady Głównej Opiekuńczej. Po zakończeniu wojny zaangażował się w próbę reaktywacji sanockiego „Sokoła”, wówczas 13 stycznia 1946 został wybrany prezesem, po czym zrezygnował i w lutym 1946 objął funkcję wiceprezesa. 

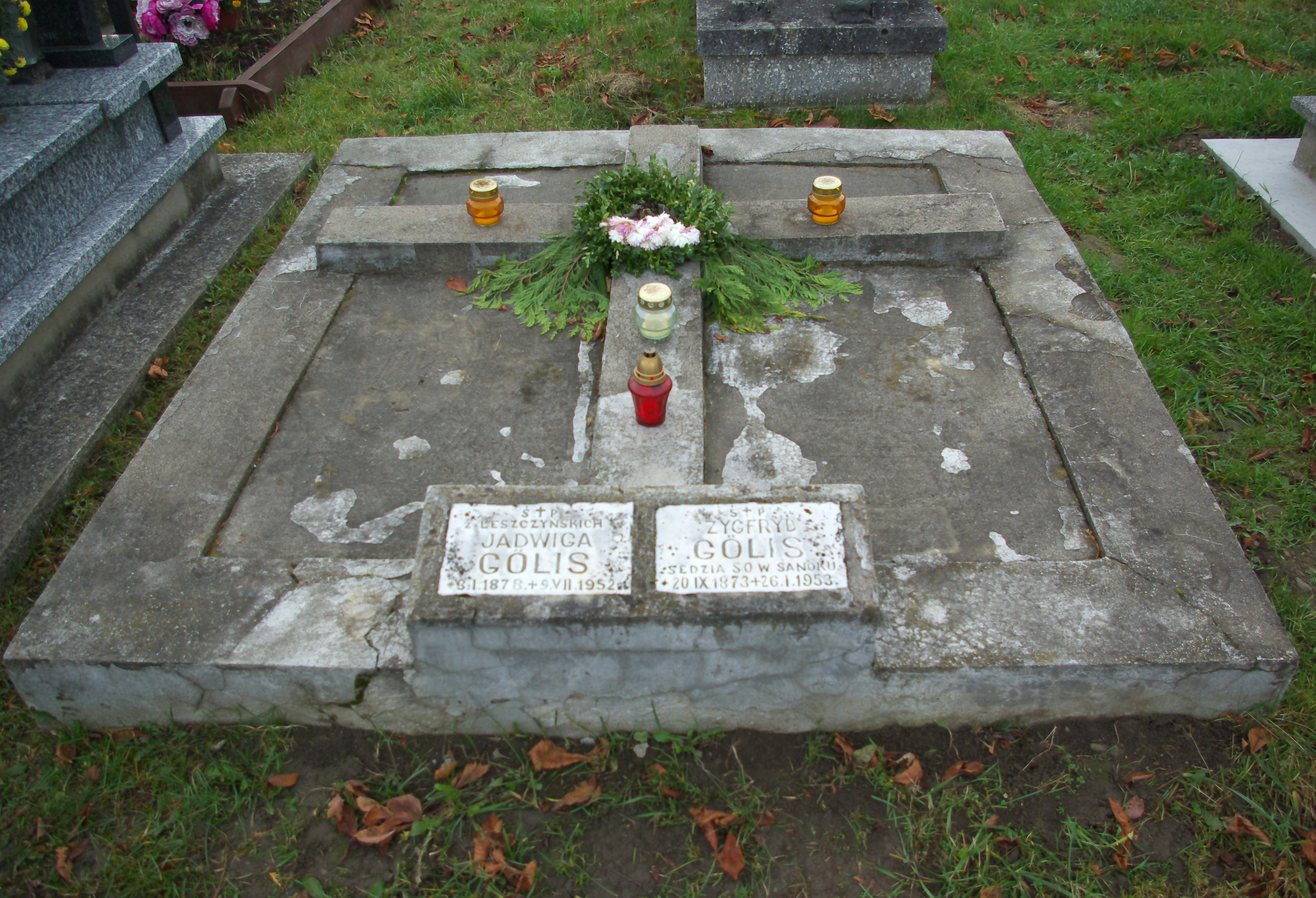
Nagrobek Jadwigi i Zygfryda Gölis w Sanoku

Prywatnie rozwijał pasję malarską. Jego żoną została Jadwiga, pochodząca z ziemiańskiej rodziny Leszczyńskich, córka Franciszka Leszczyńskiego i Leopoldyny z domu Walter oraz siostra Franciszka (ur. 3 stycznia 1878, zm. 9 lipca 1952). Ich dziećmi byli Jerzy (inżynier, wykładowca), Stefan (1909–1959, praktykant szewski, pracownik kopalnictwa naftowego), Maria (1907–1994, po mężu Bieńkowska), Anna (ur. 1915). Zygfryd Gölis zamieszkiwał w Sanoku przy ulicy Jana III Sobieskiego 207 (pod tym samym adresem zamieszkiwała rodzina sędziego Jana Hroboniego), a do końca życia pod numerem 6. Zmarł 26 stycznia 1953 w Sanoku. Został pochowany w grobowcu rodzinnym na cmentarzu przy ul. Rymanowskiej w Sanoku 28 stycznia 1953, gdzie kilka miesięcy wcześniej spoczęła jego żona.

## Odznaczenia
austro-węgierskie
- Medal Jubileuszowy Pamiątkowy dla Cywilnych Funkcjonariuszów Państwowych (przed 1916)[14]
- Krzyż Jubileuszowy dla Cywilnych Funkcjonariuszów Państwowych (przed 1912)[11]